# Freiwillige Selbstkontrolle der Filmwirtschaft
Freiwillige Selbstkontrolle der Filmwirtschaft (FSK) (em português:  Autorregulação Voluntária da Indústria Cinematográfica ou Autocontrole Voluntário da Indústria Cinematográfica Alemã) foi fundada na Alemanha Ocidental a 18 de abril de 1949, após a Segunda Guerra Mundial e a fundação da Alemanha Ocidental como uma substituição para a censura das potências ocupantes ocidentais, porque de acordo com o artigo 5, parágrafo 1, última frase, da Lei Fundamental da República Federal da Alemanha "não existe nenhuma censura". A actividade da associação consiste em analisar os filmes e permitir o seu lançamento na República Federal da Alemanha. Assim, o filme Der Untertan, baseado no romance homónimo de Heinrich Mann, filmado na República Democrática Alemã em 1951, foi proibido por vários anos e somente foi permitido com a remoção de algumas cenas.

## Classificação etária
Os filmes podem receber uma das seguintes classificações:
| Selo antigo 2003-2008 | Selo actual Desde dezembro de 2008 | Classificação FSK                                                    | Descrição do conteúdo |
| --------------------- | ---------------------------------- | -------------------------------------------------------------------- | --- |
|                       |                                    | FSK ab 0 freigegeben (Livre para todos os públicos) Sem inadequações | Conteúdo que não apresente inadequações do tipo. |
|                       |                                    | FSK ab 6 freigegeben (Inadequado para menores de 6 anos) Normal      | Conteúdo que apresenta: Violência fantasiosa, armas sem violência. |
|                       |                                    | FSK ab 12 freigegeben (Inadequado para menores de 12 anos) Moderado  | Conteúdo que apresenta: Armas com violência, sangue, agressão física e/ou verbal, insinuação sexual e consumo de drogas lícitas. |
|                       |                                    | FSK ab 16 freigegeben (Inadequado para menores de 16 anos) Forte     | Conteúdo que apresenta: Assédio sexual, estigma/preconceito, assassinato, nudez, relação sexual e consumo de drogas ilícitas. |
|                       |                                    | FSK ab 18 (Proibido para menores de 18 anos) Extremo                 | Conteúdo que apresenta: violência gratuita/banalização da violência, aborto, eutanásia, pena de morte, violência de forte impacto imagético, apologia à violência, crueldade, pedofilia, crime de ódio, tortura, estupro, mutilação, abuso sexual, exploração sexual e suicídio, sexo explícito e/ou apologia ao uso de drogas ilícitas. |